# Wikipedia tiếng Quảng Đông
Wikipedia tiếng Quảng Đông (tiếng Trung: 粵文維基百科; Hán-Việt: Việt văn Duy Cơ Bách khoa; Việt bính: Jyut6man4wai4gei1baak3fo1) là phiên bản tiếng Quảng Đông của dự án Wikipedia. Website được kích hoạt lần đầu tiên vào 25 tháng 3 năm 2006.